# Wheeler (Wisconsin)
Wheeler – wieś w Stanach Zjednoczonych, w stanie Wisconsin, w hrabstwie Dunn.